# Jacquemontia confusa
Jacquemontia confusa är en vindeväxtart som beskrevs av Carl Daniel Friedrich Meisner. Jacquemontia confusa ingår i släktet Jacquemontia och familjen vindeväxter. Inga underarter finns listade i Catalogue of Life.